# 간이역 (드라마)
《간이역》은 1996년 10월 27일부터 1997년 10월 10일까지 방영된 문화방송 주간단막극이다. 1996년 10월 27일부터 1997년 2월 23일까지는 일요 가족극장으로 방영되었으며, 1997년 3월 7일부터 1997년 10월 10일까지는 시간대를 옮겨 금요 가족극장으로 방영되었다. 또한 제작비 전액을 삼성그룹으로부터 지원받아 제작된 작품이다.

## 방송 시간
| 방송 채널 | 시즌 | 방송 기간                          | 방송 시간                  | 방송 분량 |
| --------- | ---- | ---------------------------------- | -------------------------- | --------- |
| MBC TV    | 1기  | 1996년 10월 27일 ~ 1997년 2월 23일 | 매주 일요일 오후 10시 30분 |           |
| MBC TV    | 1기  | 1997년 3월 7일 ~ 1997년 5월 9일    | 매주 금요일 오후 7시 30분  |           |
| MBC TV    | 2기  | 1997년 5월 16일 ~ 1997년 10월 10일 | 매주 금요일 오후 7시 30분  |           |

## 줄거리

### 1기
10여 년 전 아내를 사별한 아버지와 1남 3녀의 자녀들이 함께 살아가며 겪는 갈등과 사랑, 세대 간 가치관의 충돌과 이를 극복해가는 과정을 담았다.

### 2기
아내와 사별하고 노모와 막내딸과 함께 사는 중앙선 지평역 역장과 그 주변 인물들의 이야기다.

## 등장 인물

### 1기
- 박인환 : 최승돈 역 - 경춘선 신남역 부역장
- 윤여정 : 강릉식당 주인 역
- 이혜숙 : 최연우 역 - 큰딸, 이혼녀
- 이종원 : 최정인 역 - 외아들, 시간강사
- 전도연 : 최계순 역 - 둘째 딸 - 유치원 교사
- 이효원 : 최선영 역 - 사춘기 막내딸
- 박용우 : 백현기 역 - 계순의 옛 애인
- 이영애 : 김채원 역 - 대학원생
- 박형준 : 양치수 역 - 정인의 후배
- 이신원 : 혜진 역 - 정인을 짝사랑하는 영화학도
- 임예진 : 민마담 역 - 시골다방 마담
- 이주미
- 송기윤
- 유혜리
- 곽현식
- 이계인
- 주용만
- 구혜진
- 서유정
- 유서진

### 2기
- 전운 : 주덕기 역 - 중앙선 지평역 역장
- 김민자 : 한만순 역 - 여관 주인
- 이혜은 : 주은혜 역 - 덕기의 딸
- 강남길 : 홍성달 역 - 고참 역무원
- 박성미 : 하영 역 - 성달의 아내
- 김시원 : 역무원 역
- 변희봉 : 이금중 역 - 덕기의 친구
- 정찬 : 찬규 역 - 만순의 막내아들
- 오대규 : 세진 역 - 보건소장
- 김정아 : 선희 역 - 농아
- 조성규 : 벙어리 역

## 에피소드 목록
제1화 아버지의 선물
제2화 세상에서 제일 비싼 술
제3화 사랑한다면 그들처럼
제4화 애모의 노래
제5화 화려한 휴가
제6화 갈 수 없는 나라
제7화 소금과 금메달
제8화 정
제9화 바람불어 좋은날
제10화 끝없는 도전
제11화 위기의 남자
제12화 또다른 시작
제13화 사랑이 깊으면
제14화 애정의 조건
제15화 아름다운 사람들
제16화 첫키스의 추억
제17화 행운의 보약
제18화 황혼이 아름다운 이유
제19화 사랑의 함정
제20화 최승돈,하루동안 역장되다
제21화 검은 상처의 블루스
제22화 김밥과 미역국
제23화 죄와 벌
제24화 아버지의 이름으로
제25화 신발한짝(시즌 1 최종회)
제26화 아들의 어머니(시즌 2 첫회)
제27화 사랑은 기차를 타고
제28화 기차를 닮은 남자
제29화 단발머리
제30화 연분홍치마
제31화 친구의 애인
제32화 동업자
제33화 발 없는 말
제34화 귀신 잡는 역장
제35화 종이비행기
제36화 새우싸움
제37화 아버지의 제복
제38화 모과는 모과대로 사과는 사과대로
제39화 내가 만일
제40화 더 늦기전에
제41화 가을연가
제42화 지평역 사람들(최종회)

## 참고 사항
- 박인환은 청렴한 간이역의 부역장 최승돈 역을 실감나게 표현하여 철도청 모델로 발탁된 바 있다.[3]